# Gnomoniek

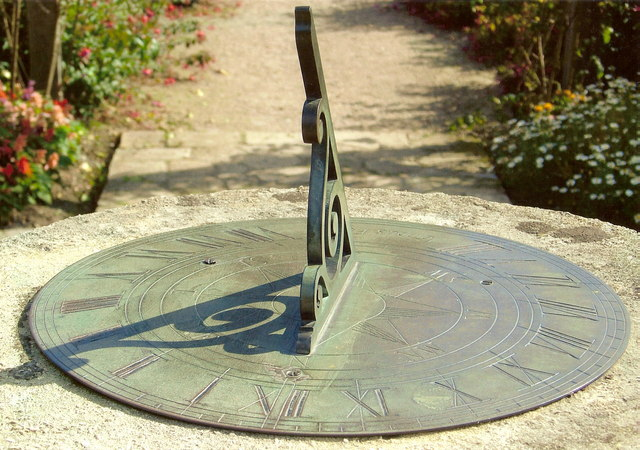
Zonnewijzer

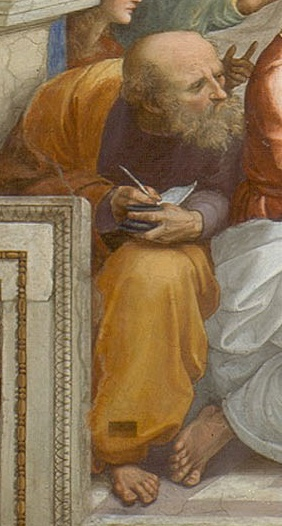
Anaximander

Gnomoniek, van het Oudgriekse woord γνώμων, uitgesproken als [/ɡnɔ̌ː.mɔːn/], wat uitlegger of kenner betekent, is de studie van het ontwerp, de constructie en het gebruik van zonnewijzers. Een gnomon is het rechtopstaande onderdeel van een zonnewijzer.
De grondslagen van de gnomoniek waren bekend bij de oude Griek Anaximander (ca. 550 v. Chr.), die de door Thales van Milete uit Egypte meegebrachte wetenschap van de schaduwen uitbreidde. Gnomoniek werd vanaf 25 v. Chr. door Griekse en Romeinse architecten gebruikt voor het ontwerpen van gebouwen.
De moderne gnomoniek vindt zijn oorsprong in de opkomende Europese astronomie van de 16e eeuw. De eerste werken, in het Latijn, werden gepubliceerd door Sebastian Münster in 1531 en Oronce Finé in 1532, spoedig gevolgd door boeken in het Frans. Aan het eind van de 17e eeuw ontwikkelde de gnomoniek zich met name in de toepassing van de sferische trigonometrie. Verschillende methoden, zowel grafisch als analytisch, werden gepubliceerd in boeken waarmee zonnewijzers met een grotere of kleinere precisie konden worden aangebracht op gebouwen en in tuinen.
In zijn Histoire de la Gnomonique ancienne et moderne vat Jean-Étienne Montucla de gnomoniek als volgt samen:
Qu'on ait douze plans se coupant tous à angles égaux dans une même ligne, et que ces plans, indéfiniment prolongés, en rencontrent un autre dans une situation quelconque, il s'agit de déterminer les lignes dans lesquelles ils le coupent.
Wanneer men twaalf vlakken heeft die elkaar onder gelijke hoeken snijden in dezelfde lijn, en deze vlakken, oneindig uitgebreid, elkaar steeds ergens snijden, gaat het er om de lijnen te bepalen, waarin zij elkaar snijden.